# Особые коллегии по тяжким преступлениям в Восточном Тиморе
Осо́бые колле́гии по тя́жким преступле́ниям в Восто́чном Тимо́ре (англ. Special Panels for serious crimes in East Timor; порт. Secção crimes graves da Tribunal Distrital de Dili; в некоторых документах ООН именуется «Группа по тяжким преступлениям») — смешанный уголовный трибунал, созданный Временной администрацией ООН в Восточном Тиморе (ВАООНВТ) для привлечения к уголовной ответственности лиц, причастных к совершению тяжких преступлений на территории Восточного Тимора в период с 1 января по 25 октября 1999 года.
Особые коллегии заседали в окружном и апелляционном судах Дили. Они рассматривали дела по тяжким преступлениям с 2000 по 2006 годы и в настоящее время полностью прекратили свою деятельность.

## Создание
После того как ООН не смогла убедить международное сообщество в необходимости создания отдельного международного трибунала для рассмотрения преступлений, совершенных в Восточном Тиморе в 1999 году, Временная администрация ООН в Восточном Тиморе (ВАООНВТ), пользуясь своим особым положением, самостоятельно учредила в судах Восточного Тимора специальные коллегии. Они действовали в окружном суде, а также в апелляционном суде в Дили и предназначались для судебного преследования лиц, ответственных за совершение тяжких преступлений в период, когда Восточный Тимор боролся за свою независимость от Индонезии в 1999 году.
В принятой 25 октября 1999 года Резолюции 1272 (1999) Совета Безопасности на ВАООНВТ была возложена общая ответственность за управление Восточным Тимором после того как на его территорию был введён миротворческий контингент. Временная администрация ООН осуществляла полномочия законодательной и исполнительной власти, включая отправление правосудия. Поэтому Особые коллегии были учреждены не директивно, а в одностороннем порядке в ситуации, не терпящей отлагательства, и без, как этого требует практика, переговоров о соглашении между ООН и национальными властями Восточного Тимора.
Особые коллегии были специально учреждены ООН для оказания помощи крайне слабой и неэффективной судебной системе Восточного Тимора, в которой отсутствовали нормальное уголовное законодательство и судебная инфраструктура, а судьи, прокуроры и судебные администраторы не имели соответствующей подготовки.

## Юрисдикция
В предметную юрисдикцию Особых коллегий входили следующие виды преступлений, совершённые виновными лицами в период с 1 января по 25 октября 1999 года:
- преступления геноцида;
- военные преступления;
- преступления против человечности;
- убийства, сексуальные преступления и пытки, ответственность за которые предусмотрена уголовным законодательством Восточного Тимора.

## Организационная структура
Особые коллегии состояли из двух судебных коллегий в Окружном суде Дили и одной апелляционной коллегии в Апелляционном суде округа Дили в составе двух международных судей и одного судьи из Восточного Тимора каждая. При рассмотрении особо важных или серьёзных дел в Апелляционном суде могли создаваться специальные коллегии в составе трёх международных судей и двух судей из Восточного Тимора. 
Переходная комиссия по судебной системе (осуществляла мониторинг за судебной деятельностью) в составе трёх членов из Восточного Тимора и двух международных членов рекомендовала кандидатов на должности в специальных коллегиях Временному администратору, который производил назначения. С 2000 года была учреждена государственная прокурорская служба. Систему административной поддержки особых коллегий возглавлял судья-координатор, являвшийся сотрудником ООН.
Международные судьи были из Бразилии, Бурунди, Кабо-Верде, Германии, Италии, Португалии, Уганды и США.

## Завершение работы
В резолюции 1543 (2004) Совета Безопасности было определено, что следует скоординировать внимание на десяти приоритетных делах и завершить как можно скорее, но не позднее 20 мая 2005 года (срок окончания полномочий Временной администрации ООН), судебные разбирательства и другую деятельность Особых коллегий. К этому сроку за пять лет обвинительные заключения были предъявлены 391 человеку, проведены 55 разбирательств с участием 87 подсудимых.
В 2006 году Особые коллегии окончательно завершили свою деятельность, передав все не рассмотренные дела в национальные суды Восточного Тимора.
Основной проблемой в деятельности коллегий было то, что Индонезийское правительство отказалось выдать миротворческому контингенту ООН некоторых своих граждан, которые были обвинены в совершении тяжких преступлений для суда в Восточный Тимор.

## Комментарии
1. ↑  В источниках на английском языке название трибунала чаще употребляется как Special Panels of the Dili District Court, что означает Особые коллегии Окружного суда Дили, при этом не учитывается, что помимо указанных коллегий окружного суда в состав трибунала также входил Апелляционный суд округа Дили.